# Markus Halsti
Markus Halsti, född 19 mars 1984 i Helsingfors, är en finländsk tidigare fotbollsspelare och  spelande tränare för SexyPöxyt. Han avslutade karriären år 2023.

## Karriär
Hans karriär började i FC Viikingit innan hann bytte till HJK i den finländska tipsligan år 2003. Markus Halsti värvades av Gais inför säsongen 2008 men i GAIS stannade han inte så länge utan såldes redan efter tre månader till Malmö FF. Efter att under sina första år ha spelat mittback i Malmö FF omskolades han 2012 till en främst defensiv innermittfältare. Halsti hade hösten 2012 ett utgående kontrakt med Malmö FF som efter säsongen 2012 förlängde sitt kontrakt med två år, till och med december 2014.
Halsti skrev den 12 januari 2015 på för DC United i amerikanska ligan. Efter 14 matcher med DC United i MLS, så bröt Halsti och klubben ömsesidigt kontraktet den 26 maj 2016.
I juni 2018 värvades Halsti av Esbjerg fB. Den 27 augusti 2020 stod det klart att Halsti vände hem till HJK Helsingfors.